# Tron (Franchise)
Tron ist ein US-amerikanisches Science-Fiction-Medien-Franchise, das mit dem gleichnamigen Film von 1982 begann. Der Originalfilm porträtiert Jeff Bridges als Kevin Flynn, einen genialen Computerprogrammierer und Videospielentwickler, der in eine digitale virtuelle Realität namens „Der Raster“ transportiert wird, wo er auf seiner Suche nach Flucht mit Programmen interagiert.
Produziert und veröffentlicht von der Walt Disney Company wurde Tron zu einem Kultfilm. Er wurde für seine bahnbrechenden visuellen Effekte und die umfangreiche Verwendung früher computergenerierter Bilder gefeiert. Es folgte 2010 die Fortsetzung Tron: Legacy, die 28 Jahre nach den Ereignissen des ersten Films spielt und die Versuche von Flynns Sohn Sam, dargestellt von Garrett Hedlund, zeigt, seinen verlorenen Vater aus dem Raster zurückzuholen, welcher jetzt von einem korrupten Programm regiert wird.
Die Filmreihe hat verschiedene andere Medien hervorgebracht, darunter Videospiele, eine Comic-Miniserie, Musikalben, Attraktionen in Themenparks und eine animierte Fernsehserie, die im Juni 2012 auf Disney XD ausgestrahlt wurde.

## Filme
| Lfd. Nr. | Premiere      | Film         | Regie            | Drehbuch                          | Geschichte                                                 | Produktion                                                                                |
| -------- | ------------- | ------------ | ---------------- | --------------------------------- | ---------------------------------------------------------- | ----------------------------------------------------------------------------------------- |
| 01       | 9. Juli 1982  | Tron         | Steven Lisberger | Steven Lisberger, Charles S. Haas | Steven Lisberger, Bonnie MacBird                           | Donald Kushner                                                                            |
| 02       | 30. Nov. 2010 | Tron: Legacy | Joseph Kosinski  | Edward Kitsis, Adam Horowitz      | Edward Kitsis, Adam Horowitz, Brian Klugman, Lee Sternthal | Sean Bailey, Steven Lisberger, Jeffrey Silver                                             |
| 03       | 8. Okt. 2025  | Tron: Ares   | Joachim Rønning  | Jesse Wigutow                     | David DiGilio, Jesse Wigutow                               | Sean Bailey, Jared Leto, Steven Lisberger, Emma Ludbrook, Jeffrey Silver, Justin Springer |

## Fernsehserie
| Serie              | Staffeln | Episoden | Erstveröffentlichung (Deutschland) | Finale          | Plattform |
| ------------------ | -------- | -------- | ---------------------------------- | --------------- | --------- |
| TRON: Der Aufstand | 1        | 19       | 18. Mai 2012                       | 28. Januar 2013 | Disney XD |

Die Fernsehserie TRON: Der Aufstand spielt zwischen den ersten beiden Filmen.  

## Besetzung und Synchronisation
| Rolle                     | Film               | Film              | Film         | Synchronsprecher |
| Rolle                     | Tron               | Tron: Legacy      | Tron: Ares   | Synchronsprecher |
| ------------------------- | ------------------ | ----------------- | ------------ | ---------------- |
| Kevin Flynn / Clu         | Jeff Bridges       | Jeff Bridges      | Jeff Bridges | Frank Glaubrecht |
| Alan Bradley / Tron       | Bruce Boxleitner   | Bruce Boxleitner  |              | Lutz Riedel      |
| Ed Dillinger / Sark       | David Warner       |                   |              | Norbert Gescher  |
| Lora / Yori               | Cindy Morgan       | Evelyn Maron      |              |                  |
| Dr. Walter Gibbs / Dumont | Barnard Hughes     | Heinz Petruo      |              |                  |
| Arbeitskollege / Ram      | Dan Shor           | Joachim Tennstedt |              |                  |
| Sam Flynn                 |                    | Garrett Hedlund   |              | Robin Kahnmeyer  |
| Quorra                    | Olivia Wilde       | Anja Stadlober    |              |                  |
| Jarvis                    | James Frain        | Torsten Michaelis |              |                  |
| Gem                       | Beau Garret        | Maria Koschny     |              |                  |
| Castor / Zuse             | Michael Sheen      | Axel Malzacher    |              |                  |
| Ares                      |                    |                   | Jared Leto   |                  |
| Eve Kim                   | Greta Lee          |                   |              |                  |
| Athena                    | Jodie Turner-Smith |                   |              |                  |
| Julian Dillinger          | Evan Peters        |                   |              |                  |
|                           | Gillian Anderson   |                   |              |                  |
|                           | Cameron Monaghan   |                   |              |                  |
|                           | Sarah Desjardins   |                   |              |                  |
|                           | Hasan Minhaj       |                   |              |                  |
|                           | Arturo Castro      |                   |              |                  |

## Rezeption

### Einspielergebnisse und Zuschauerzahlen
| Film                          | Einspielergebnisse in US-Dollar | Einspielergebnisse in US-Dollar | Einspielergebnisse in US-Dollar | Zuschauer (Deutschland) | Budget        | Quellen     |
| Film                          | Nordamerika                     | Deutschland                     | Weltweit                        | Zuschauer (Deutschland) | Budget        | Quellen     |
| ----------------------------- | ------------------------------- | ------------------------------- | ------------------------------- | ----------------------- | ------------- | ----------- |
| Tron                          | 33.000.000                      | N/A                             | N/A                             | 514.545                 | 17 Millionen  | [ 7 ] [ 8 ] |
| Tron: Legacy                  | 172.062.763                     | 14.756.510                      | 400.063.852                     | 989.093                 | 170 Millionen | [ 9 ] [ 8 ] |
| Gesamt(Stand 1. August 2025): | 205.062.763                     | 14.756.510+                     | 433.063.852+                    | 1.503.638               | 187 Millionen |             |

### Kritiken
Stand: 1. August 2025
| Titel              | Rotten Tomatoes     | Metacritic       | IMDb                      |
| ------------------ | ------------------- | ---------------- | ------------------------- |
| Tron               | 74 % (72 Kritiken)0 | 58 (13 Kritiken) | 6,7 (135.575 Bewertungen) |
| Tron: Legacy       | 51 % (247 Kritiken) | 49 (40 Kritiken) | 6,8 (369.962 Bewertungen) |
| TRON: Der Aufstand | –                   | –                | 8,2 (9.320 Bewertungen)00 |

### Auszeichnungen (Auswahl)
Die Tron-Filme konnten bisher für 3 Oscars nominiert werden.
Oscargewinne und -nominierungen
- Nominierung in der Kategorie bestes Kostümdesign an Eloise Jensson und Rosanna Norton für Tron
- Nominierung in der Kategorie bester Ton an Michael Minkler, Bob Minkler, Lee Minkler und James LaRue für Tron
- Nominierung in der Kategorie bester Tonschnitt an Gwendolyn Yates Whittle und Addison Teague für Tron: Legacy

## Musik

### Soundtracks
| Titel                                                          | Premiere (USA) | Länge   | Komponist             | Label                    |
| -------------------------------------------------------------- | -------------- | ------- | --------------------- | ------------------------ |
| Tron: Original Motion Picture Soundtrack                       | 9. Juli 1982   | 0:57:53 | Wendy Carlos, Journey | CBS, Walt Disney Records |
| Tron: Legacy (Original Motion Picture Soundtrack)              | 3. Dez. 2010   | 0:58:44 | Daft Punk             | Walt Disney Records      |
| Tron: Legacy Reconfigured (Remixes der Lieder des Soundtracks) | 5. Apr. 2011   | 1:17:43 | Daft Punk             | Walt Disney Records      |
| Tron: Uprising (Music from and Inspired By the Series)         | 8. Jan. 2013   | 1:15:36 | Joseph Trapanese      | Walt Disney Records      |
| Tron: Ares (Original Motion Picture Soundtrack)                | 19. Sep. 2025  | TBA     | Nine Inch Nails       | Interscope Records       |

### Singles
| Titel                         | Premiere (USA) | Länge | Komponist       | Label               |
| ----------------------------- | -------------- | ----- | --------------- | ------------------- |
| Derezzed                      | 8. Okt. 2010   | 1:44  | Daft Punk       | Walt Disney Records |
| As Alive as You Need Me to Be | 17. Juli 2025  | 3:53  | Nine Inch Nails | Interscope Records  |

## Andere Medien
Videospiele
Da Videospiele ein Schlüsselelement in den Filmen sind, wurden im Laufe der Jahre verschiedene Spiele auf der Basis von Tron produziert. Atari hatte ursprünglich Pläne eine Adaption von Space Paranoids zu entwickeln, die jedoch aufgrund des Flops des Videospiels von 1983 abgesagt wurde.